# Fiebre mediterránea familiar (gen)
MEFV (por sus siglas en inglés, Mediterranean fever: Fiebre mediterránea) es un gen humano que contiene instrucciones para la síntesis de la proteína pirina (también conocida como marenostrina). Se produce en ciertos leucocitos (neutrófilos, eosinófilos y monocitos) que juegan un papel en la inflamación y el combate a la infección. Dentro de estos leucocitos, se encuentra en el citoesqueleto. Su estructura también le permite interactuar con otras moléculas implicadas en el combate a las infecciones y las respuestas inflamatorias.
Aunque su función no es del todo entendida, se trata probablemente de mantener los procesos inflamatorios bajo control. Investigación al respecto indica que ayuda a regular la inflamación mediante la interacción con el citoesqueleto. Podría dirigir la migración de los leucocitos a los sitios de inflamación y detener o ralentizar la respuesta inflamatoria cuando ya no es necesaria.
El gen MEFV se encuentra localizado en el brazo corto (p) del cromosoma 16, en posición 13.3, desde los pares 3.232.028 hasta 3.246.627.
- Datos: Q14881867